# Liste der Baudenkmale in Rangiora
Die Liste der Baudenkmale in Rangiora umfasst alle vom New Zealand Historic Places Trust (NZHPT) als „Historic Place“ oder „Historic Area“ eingestuften Baudenkmale und Flächendenkmale der neuseeländischen Ortschaft Rangiora. Die Angaben stammen aus dem Register des NZHPT. Die Bezeichnungen der Baudenkmale orientieren sich an diesem Register. In die Liste werden auch bekannte Wahi Tapu (Area), kulturell und religiös bedeutsame Stätten und Gebiete der Māori, aufgenommen. Sie werden jedoch meist nicht publiziert.

| Bild                                         | Bezeichnung                                  | Ort      | Anschrift                                  | Beschreibung                    | Bauzeit   | Eintrag           | Nummer | Kat. |
| -------------------------------------------- | -------------------------------------------- | -------- | ------------------------------------------ | ------------------------------- | --------- | ----------------- | ------ | ---- |
| Ashley Farm Homestead                        | Ashley Farm Homestead                        | Rangiora | 269 West Belt Karte                        | Wohnhaus                        | n.a.      | 23. Juni 1983     | 1820   | 2    |
| Belgrove                                     | Belgrove                                     | Rangiora | 52 Kippenberger Avenue Karte               | Wohnhaus                        | 1883      | 23. Juni 1983     | 1821   | 2    |
| Brooklands                                   | Brooklands                                   | Rangiora | 521 Rangiora-Woodend Road Karte            | Wohnhaus                        | 1972      | 23. Juni 1983     | 1822   | 2    |
| weitere Bilder                               | Church of St John the Baptist (Anglican)     | Rangiora | 351 High Street und Church Street Karte    | Kirche, anglikanische           | n.a.      | 23. Juni 1983     | 1823   | 2    |
| Museum (Former Bank of New Zealand Building) | Museum (Former Bank of New Zealand Building) | Rangiora | Good Street Karte                          | Bankgebäude, heute Museum       | 1881      | 23. Juni 1983     | 3089   | 2    |
| weitere Bilder                               | Hunnibell's Shop                             | Rangiora | 257-259 High Street Karte                  | Laden                           | 1878      | 23. Juni 1983     | 3274   | 2    |
| weitere Bilder                               | Turvey House                                 | Rangiora | 208 King Street Karte                      | Wohnhaus                        | 1875      | 6. September 1984 | 3764   | 2    |
| weitere Bilder                               | Band Rotunda and Domain Gates                | Rangiora | 123 Percival Street Karte                  | Musikpavillon und Parktore      | 1907      | 6. September 1984 | 3765   | 2    |
| Broadgreen                                   | Broadgreen                                   | Rangiora | 29 George Street Karte                     | Wohnhaus                        | n.a.      | 6. September 1984 | 3766   | 2    |
| Convent Building (Former)                    | Convent Building (Former)                    | Rangiora | 29 Victoria Street und George Street Karte | Konvent, früheres               | 1908      | 6. September 1984 | 3767   | 2    |
| Cottage                                      | Cottage                                      | Rangiora | 47 Edward Street Karte                     | Wohnhaus                        | n.a.      | 6. September 1984 | 3768   | 2    |
| Cottage                                      | Cottage                                      | Rangiora | 62 Ivory Street Karte                      | Wohnhaus                        | n.a.      | 6. September 1984 | 3769   | 2    |
| weitere Bilder                               | Courthouse                                   | Rangiora | 143-145 Percival Street Karte              | Gerichtsgebäude                 | 1893      | 6. September 1984 | 3770   | 2    |
| Fleetwood                                    | Fleetwood                                    | Rangiora | 14 Strachan Place Karte                    | Wohnhaus                        | n.a.      | 6. September 1984 | 3771   | 2    |
| weitere Bilder                               | Northern A & P Association Building (Former) | Rangiora | 93 Ivory Street Karte                      | Gebäude einer Farmervereinigung | 1925      | 6. September 1984 | 3772   | 2    |
| House                                        | House                                        | Rangiora | 38 Ashley Street Karte                     | Wohnhaus                        | 1890      | 6. September 1984 | 3773   | 2    |
| House                                        | House                                        | Rangiora | 56 Church Street Karte                     | Wohnhaus                        | n.a.      | 6. September 1984 | 3774   | 2    |
| House                                        | House                                        | Rangiora | 367 High Street Karte                      | Wohnhaus                        | 1920      | 6. September 1984 | 3775   | 2    |
| House                                        | House                                        | Rangiora | 152 King Street Karte                      | Wohnhaus                        | n.a.      | 6. September 1984 | 3778   | 2    |
| House                                        | House                                        | Rangiora | 66B Ivory Street Karte                     | Wohnhaus                        | 1890      | 6. September 1984 | 3779   | 2    |
| House                                        | House                                        | Rangiora | 16 Seddon Street Karte                     | Wohnhaus                        | n.a.      | 6. September 1984 | 3781   | 2    |
| House                                        | House                                        | Rangiora | 22 Seddon Street Karte                     | Wohnhaus                        | n.a.      | 6. September 1984 | 3782   | 2    |
| weitere Bilder                               | Junction Hotel (Former)                      | Rangiora | 112 High Street Karte                      | Hotel, ehemaliges, heute Bar.   | n.a.      | 6. September 1984 | 3783   | 2    |
| weitere Bilder                               | Johnston Buildings                           | Rangiora | 113 High Street Karte                      | Büro- und Geschäftshaus         | 1896      | 6. September 1984 | 3784   | 2    |
| weitere Bilder                               | Masonic Lodge                                | Rangiora | 132 Percival Street Karte                  | Freimaurerloge                  | n.a.      | 6. September 1984 | 3785   | 2    |
| weitere Bilder                               | Rangiora Borough Council Chambers (Former)   | Rangiora | 133 Percival Street Karte                  | Verwaltungsgebäude              | 1907      | 6. September 1984 | 3786   | 2    |
| Rangiora Bowling Club Pavilion               | Rangiora Bowling Club Pavilion               | Rangiora | Blackett Street und Good Street Karte      | Clubhaus eines Bowls-Clubs      | 1910      | 6. September 1984 | 3787   | 2    |
| weitere Bilder                               | Town Hall                                    | Rangiora | 305 High Street Karte                      | Rathaus                         | 1925–1926 | 6. September 1984 | 3788   | 2    |
| weitere Bilder                               | War Memorial                                 | Rangiora | 55 High Street und Ivory Street Karte      | Kriegsdenkmal                   | 1924      | 6. September 1984 | 3789   | 2    |
| Coldstream Homestead                         | Coldstream Homestead                         | Rangiora | 11 Coldstream Road, Coldstream Karte       | Wohnhaus                        | 1860      | 6. September 1984 | 3791   | 2    |
| Coldstream Orchard House                     | Coldstream Orchard House                     | Rangiora | 200 Coldstream Road, Coldstream Karte      | Wohnhaus                        | 1865      | 6. September 1984 | 3792   | 2    |
| Church of St Simon and St Jude               | Church of St Simon and St Jude               | Rangiora | 39 Canterbury Street, Ashley Karte         | Kirche                          | 1871      | 20. Februar 1996  | 5433   | 2    |